# Dialecticopteryx australica
Dialecticopteryx australica är en insektsart som beskrevs av George Willis Kirkaldy 1907. Dialecticopteryx australica ingår i släktet Dialecticopteryx och familjen dvärgstritar. Inga underarter finns listade i Catalogue of Life.